# 山坡街道
山坡街道，是中华人民共和国湖北省武汉市江夏区下辖的一个乡镇级行政单位。

## 行政区划
山坡街道下辖以下地区：
山坡社区、周李家社区、贺站社区、保福社区、河垴社区、光明村、光华村、山新村、幸福村、五星村、光星村、星明村、群星村、群力村、丰收村、红星村、元丰村、跃进村、和尚桥村、红专村、陈六村、新华村、南庄村、和平村、贺站村、建国村、红旗村、联盟村、建设村、前途村、绿化村、新生村、湖岭村、胜丰村、官南村、高峰村、五里山村、向阳一村、向阳二村、先锋村、邓家洲村、大咀村、光辉村、曙光村、东方红村、大咀渔业村和保福渔业村。

## 交通
- 京广铁路：山坡站